# Chroicoptera saussurei
Chroicoptera saussurei är en bönsyrseart som beskrevs av Giglio-tos 1915. Chroicoptera saussurei ingår i släktet Chroicoptera och familjen Mantidae. Inga underarter finns listade i Catalogue of Life.